# 카스티엘
카스티엘(Castiel)는 미국 CW방송국의 드라마 《수퍼내추럴》에 등장하는 천사로써, 사냥꾼인 윈체스터 형제들을 도와주는이다. 시즌 4부터 등장하며, 딘을 지옥에서 이끌어 올려준 장본인이다. 미샤 콜린스가 연기하며, 시즌 4~5까지는 주연으로 등장하다가 시즌 6 이후부터 조연(스페셜 게스트)로 출연 중이다.